# Centrolene azulae
"Centrolene" azulae
Espèce
Synonymes
- Centrolenella azulae Flores & McDiarmid, 1989

Statut de conservation UICN

 EN B1ab(iii)+2ab(iii) : En danger
"Centrolene" azulae est une espèce d'amphibiens de la famille des Centrolenidae. Depuis la redéfinition du genre Centrolene, il est évident que C. azulae n'appartient pas à ce genre mais aucun autre genre n'a pour l'instant été proposé de manière formelle.

## Répartition
Cette espèce est endémique de la province de Leoncio Prado dans la région de Huánuco au Pérou. Elle  se rencontre à Fundo Nuevo Mundo vers 1 500 m d'altitude dans la cordillère Azul.

## Description
La femelle holotype mesure 27,5 mm

## Étymologie
Cette espèce est nommée en référence au lieu de sa découverte, la cordillère Azul.

## Publication originale
- Flores & McDiarmid, 1989 : Two new species of South American Centrolenella (Anura: Centrolenidae) related to C. mariae. Herpetologica, vol. 45, p. 401-411.